# فرمانداری نظامی اسرائیل
فرمانداری نظامی اسرائیل یک سیستم حکومتی نظامی بود که پس از جنگ شش‌روزه در ژوئن ۱۹۶۷ به منظور اداره جمعیت غیرنظامی کرانه باختری، نوار غزه، شبه‌جزیره سینا و بخش غربی بلندی‌های جولان تأسیس شد. این حکومت بر اساس کنوانسیون چهارم ژنو است که دستورالعمل‌هایی را برای حکومت نظامی در مناطق اشغالی ارائه می‌دهد. اورشلیم شرقی تنها استثناء از این دستور بود و از اوایل سال ۱۹۶۷ به منطقه شهرداری اورشلیم اضافه شد و قوانین اسرائیل را در سال ۱۹۸۰ به منطقه الحاق کرد. در این دوره سازمان ملل و بسیاری از منابع از مناطق تحت کنترل نظامی به عنوان سرزمین‌های عربی اشغالی یاد کردند.
پیمان صلح اسرائیل و مصر باعث شد که اسرائیل در سال ۱۹۸۲ شبه‌جزیره سینا را رها کند و حاکمیت نظامی در نوار غزه و کرانه باختری را به اداره مدنی اسرائیل در سال ۱۹۸۱ تبدیل کند. بخش غربی بلندی‌های جولان در همان سال به‌طور یک‌جانبه توسط اسرائیل از سوریه ضمیمه شد و در نتیجه سیستم حکومت نظامی به‌طور کامل لغو شد.

## تأسیس
جنگ شش‌روزه در ۵ ژوئن ۱۹۶۷ آغاز شد و اسرائیل در پاسخ به بسیج نیروهای مصری در مرز اسرائیل حملات غافلگیرانه ای را علیه میدان‌های هوایی مصر انجام داد. یک دوره تنش بالا قبل از جنگ بود. در پاسخ به اقدامات خرابکارانه ساف علیه اهداف اسرائیل، اسرائیل به کرانه باختری تحت کنترل اردن حمله کرد و پروازهای خود را بر فراز سوریه آغاز کرد که با درگیری‌های هوایی بر فراز خاک سوریه پایان یافت، حملات توپخانه ای سوریه علیه شهرک‌های غیرنظامی اسرائیل در مجاورت مرزهای گلاچ سوریه و به دنبال آن افزایش مواضع اسرائیل در مقابل گلاچ در مقابل اسرائیل. شدت و تعداد دفعات ورود به مناطق غیرنظامی در امتداد مرز سوریه و به اوج خود رسید که مصر تنگه تیران را مسدود کرد، نیروهای خود را در نزدیکی مرز اسرائیل مستقر کرد و دستور تخلیه نیروهای حائل سازمان ملل از شبه جزیره سینا را صادر کرد.
در عرض شش روز، اسرائیل در یک جنگ زمینی سرنوشت ساز پیروز شد. نیروهای اسرائیلی نوار غزه و شبه‌جزیره سینا را از مصر، کرانه باختری از جمله اورشلیم شرقی از اردن و بلندی‌های جولان از سوریه به دست گرفته بودند. در نتیجه گسترش قلمرو منجر به ایجاد یک حکومت نظامی در آن سرزمین‌ها شد تا امور جمعیت‌های عرب تحت سلطه نظامی اسرائیل را اداره کند. در مجموع، قلمرو اسرائیل سه برابر افزایش یافت، از جمله حدود یک میلیون عرب که تحت کنترل مستقیم اسرائیل در سرزمین‌های تازه تصرف شده بودند. عمق استراتژیک اسرائیل به حداقل ۳۰۰ کیلومتر در جنوب، ۶۰ کیلومتر در شرق، و ۲۰ کیلومتر زمین بسیار ناهموار در شمال افزایش یافت، یک دارایی امنیتی که شش سال بعد در جنگ یوم کیپور مفید بود.

## حکومت‌داری

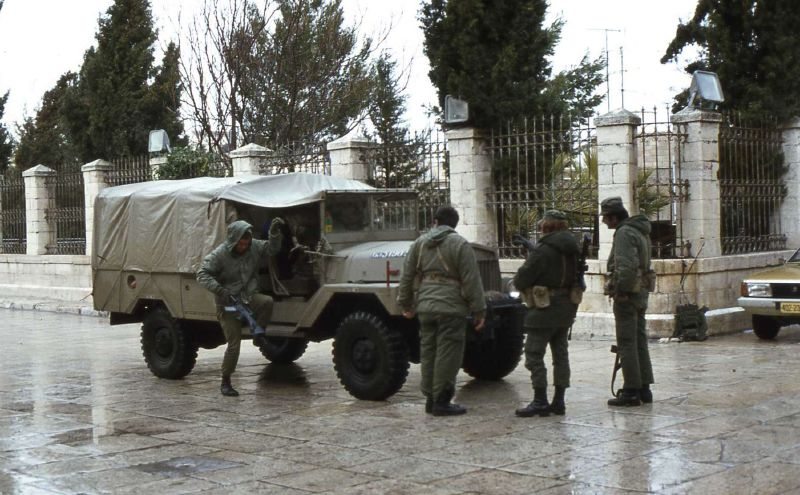
سربازان اسرائیلی در بیت‌لحم (استان نظامی اسرائیل) در سال ۱۹۷۸

در واقع، از ژوئن ۱۹۶۷، اسرائیل بر اساس کنوانسیون چهارم ژنو، که قوانین بین‌المللی را برای حاکمیت نظامی در مناطق اشغالی مشخص می‌کند، در سرزمین‌های تحت فرمان کرانه باختری، نوار غزه، شبه‌جزیره سینا و بلندی‌های جولان حکومت نظامی اعمال کرده است. اورشلیم شرقی تنها استثناء از این دستور بود و عملاً از اوایل سال ۱۹۶۷ به منطقه شهرداری اورشلیم اضافه شد و قوانین اسرائیل را به این منطقه گسترش داد (عملاً آن را ضمیمه کرد).

## انحلال
اقتدار دولت نظامی عملاً با پیمان صلح اسرائیل و مصر لغو شد، که باعث شد در سال ۱۹۸۲ شبه‌جزیره سینا را رها کند و در سال ۱۹۸۱ حکومت نظامی در نوار غزه و کرانه باختری را به عنوان اداره مدنی اسرائیل که توسط وزارت دفاع اسرائیل اداره می‌شود تغییر نام دهد. ایجاد یک اداره مدنی برای کرانه باختری و نوار غزه در پیمان کمپ دیوید که در سال ۱۹۷۸ توسط مصر و اسرائیل امضا شد گنجانده شد. ماهیت این نهاد مدیریت مدنی در فرمان نظامی شماره ۹۴۷ توسط دولت نظامی کرانه باختری و غزه در سال ۱۹۸۱ تعریف شده است. بخش غربی بلندی‌های جولان عملاً در همان سال به اسرائیل ضمیمه شد، بنابراین سیستم فرمانداری نظامی به‌طور کامل لغو شد.

## کرانه باختری
حتی قبل از پایان جنگ ژوئن ۱۹۶۷، اسرائیل تمام «اختیارات دولت، قانونگذاری، انتصاب و مدیریت در رابطه با منطقه یا ساکنان آن» را در دستان فرماندار نظامی سرمایه‌گذاری کرد. ژنرال حییم هرتزوگ در ۷ ژوئن ۱۹۶۷ اعلام کرد که تمام قوانین قبلی به قوت خود باقی خواهند ماند، مگر در مواردی که با حقوق اسرائیل به عنوان قدرت اشغالگر برای تضمین امنیت نیروهای خود و نظم عمومی در تضاد باشد. اسرائیل حفظ آنچه را که اردن مقررات اشغالگری بریتانیا می‌دانست، توجیه می‌کند و معتقد است که آنها با ماده ۶۴ کنوانسیون چهارم ژنو، که به درستی به رفتار یک قدرت متخاصم با جمعیت اشغال‌شده مربوط می‌شود، همخوانی دارد. موضع اردن این است که اسرائیل وارث قوانین این کشور در این زمینه نیست، زیرا آنها چندین دهه قبل از بین رفته‌اند. سازمان ملل متحد در گزارش کمیته ویژه خود در سال ۱۹۷۰ که برای قضاوت در مورد ادعاهای رقیب فراخوانده شد، بیان کرد که مقررات دفاع اجباری (اضطراری) ۱۹۴۵، که خود انگلیس متعاقباً آن را لغو کرد، حکمی برای اعمال آنها در سرزمین‌های فلسطینی به‌شمار نمی‌آید، زیرا آنها در مناقشه‌های مربوط به کنوانسیون فدرال درگیر بودند.
فرمانداری نظامی اسرائیل که برای حکومت بر این مناطق تأسیس شده بود در سال ۱۹۸۲ منحل شد و اداره مدنی اسرائیل که در واقع بازوی نیروهای دفاعی اسرائیل است جایگزین شد. تأسیس در نوامبر ۱۹۸۱ تحت فرمان نظامی شماره ۹۴۷، دستوری دارد که مقرر می‌دارد وظیفه این نهاد «اداره امور عمرانی منطقه [کرانه باختری]... به منظور رفاه و منفعت مردم و تأمین و بهره‌برداری خدمات عمومی با توجه به لزوم حفظ اداره صحیح و نظم عمومی در منطقه است». ایجاد این نهاد جدید موجی از اعتراضات را در چند ماه اول سال ۱۹۸۲ به راه انداخت و سرکوبی که باعث تلفات فلسطینیان بیشتر از آنچه در ۱۵ سال اشغال گذشته رخ داده بود، به همراه داشت. از سال ۱۹۶۷ تا ۲۰۱۴، دولت اسرائیل بیش از ۱۶۸۰ دستور نظامی در مورد کرانه باختری صادر کرد. اگرچه ارتش اسرائیل به‌طور رسمی موظف به بی‌طرفی بود، به سیاست درگیری کشیده شد و بین اداره مردم اشغال شده و دفاع از شهرک‌ها گرفتار شد، که در ابتدا به عنوان یک بار نظامی تصور می‌شد که دفاع از آن به عهده شهرک‌نشینان می‌رفت، اما شبه‌نظامیان اولیه آن‌ها حقوق می‌گرفتند، آموزش دیده بودند و اسلحه‌هایشان را ارتش اسرائیل برای دفاع از آنها تجهیز می‌کرد.
تا زمان پیمان‌های اسلو، ۴۷ درصد از ساکنان کرانه باختری پناهنده بودند و ۱۱ درصد از کل جمعیت در کمپ‌های پناهندگان ساکن بودند. به عنوان بخشی از استراتژی آریل شارون، اداره مدنی اتحادیه‌های روستایی (روابیت القرا) را که در ابتدا فقط برای منطقه الخلیل در سال ۱۹۷۸ توسعه یافت، به تمام مناطق کرانه باختری گسترش داده بود. این اتحادیه‌ها برای دور زدن نمایندگی مستقیم سیاسی استفاده شدند. خود انتخابات، حتی برای مقامات اتحادیه، در پی انتخابات شهرداری ۱۹۷۶ که اکثریت قاطع نامزدهای ملی‌گرا را به خود اختصاص داد، ممنوع شده بود، و اکثر شهرداران در نهایت برکنار شدند و برخی از آنها تبعید شدند. در مقابل، اتحادیه‌های روستایی قرار بود اختلافات را حل و فصل کنند و توسعه روستایی را ارتقا دهند، اما به نارضایتی دهقانان علیه مراکز شهری فلسطین دامن زدند و به گفته جورج بشارات، با مردانی از طبقه متوسط رو به پایین که بسیاری از آنها به تنبلی و تعقیب جنایتکاران شهرت داشتند و به شدت مورد انتقاد قرار می‌گرفتند، به عنوان کوئیسلینگ‌ها، آنها را با شبه نظامیان و مسلسل‌های یوزی که ظاهراً برای ارعاب غیرنظامیان استفاده می‌کردند، تجهیز کرد.
در این توافقنامه، به مقامات فلسطینی منطقه محدودی از خودمختاری در تعداد محدودی از مناطق داده شد. تحلیلگران مختلف استدلال کرده‌اند که این توافق باعث شد که اسرائیل بر هیئت محلی فلسطین که رهبری انتفاضه را برعهده داشت، با وادار کردن نمایندگان ساف در خارج از کشور برای کنار گذاشتن خواسته‌های مخالفان کرانه باختری و غزه - پایان شهرک‌سازی و تشکیل کشور فلسطین - و در نتیجه تضمین بازگشت خود، پیشی بگیرد؛ بنابراین به آنها اجازه داده شد تا اقتدار سیاسی و اقتصادی را در قلمروهایی که هرگز به تنهایی نتوانسته بودند به دست آورند، به دست گیرند؛ بنابراین خود تشکیلات خودگردان فلسطین اغلب به عنوان یک رژیم کویسلینگ، یا نیابتی اسرائیل در نظر گرفته می‌شود، زیرا اسرائیل کنترل کامل هر سه منطقه را در دست دارد. پیتر بینارت آن را «پیمانکار فرعی» اسرائیل می‌نامد. از نظر ادوارد سعید، مرون بنونیستی و نورمن فینکلستین، این توافقنامه صرفاً نقشی به عنوان «اجرای اسرائیل» به سازمان آزادی‌بخش فلسطین واگذار کرد، و به اشغال با «کنترل از راه دور» ادامه داد، و نوعی از مشروعیت را در «دعاهای اسرائیل» به «ادعاهای حقوق بشر» داد. علیرغم اجماع بین‌المللی، اسرائیل موظف بود از تمام سرزمین‌هایی که به عنوان قدرت اشغالگر در اختیار داشت، عقب‌نشینی کند. در قرائت فینکلشتاین، نسخه افراطی از طرح آلون را تأیید کرد.
تشکیلات خودگردان فلسطین همچنین توافقنامه‌ای را امضا کرد که اسرائیل را از مسئولیت غرامت در قبال تمام قصورها یا نقض تعهدات خود به عنوان یک قدرت اشغالگر که طی سه دهه گذشته حکومت نظامی اسرائیل مرتکب شده بود، مبری می‌کرد. در واقع، اگر اسرائیل در آن دوره به هر جنایتی محکوم شود، بار غرامت اسرائیل بر دوش مقامات فلسطینی خواهد بود که موظف به بازپرداخت هزینه اسرائیل خواهند بود. استدلال شده است که این توافق، آرمان فلسطین را بیشتر تضعیف کرد، زیرا با تبدیل مذاکرات به چانه زنی بی پایان بین طرف‌های نابرابر، قدرت موقعیت فلسطین را تضعیف کرد.
در تحلیلی توسط اندیشکده اسرائیلی مولاد در سال ۲۰۱۷، اشاره شده است که اسرائیل از ۵۰ تا ۷۵ درصد از نیروهای فعال اسرائیلی خود را در کرانه باختری مستقر می‌کند. این استقرار متشکل از هفت تیپ منطقه ای با کمک گردان‌های رزمی کمکی، همراه با پلیس مرزبانی اسرائیل، نیروی هوایی اسرائیل و واحدهای ویژه مختلف است. وظیفه آنها مقابله با آنچه اسرائیل به عنوان تروریسم تعریف می‌کند - تنها ۲۰٪ آن وظیفه را انجام می‌دهند - نیست، بلکه دفاع از شهرک‌ها است که ۸۰٪ از این ذخایر برای انجام وظیفه نگهبانی نیاز دارند. تنها در هبرون حدود ۲۰۰۰ سرباز، یک لشکر پیاده‌نظام کامل، همراه با ۳ شرکت پلیس مرزی، به صورت چرخشی برای حفاظت از شهرک ۵۰۰ تا ۸۰۰ اسرائیلی مستقر در آن شهر خدمت می‌کنند. نتیجه‌گیری مولاد این است که دفاع از شهرک‌ها تأثیر منفی بر امنیت اسرائیل دارد.